# CUS (Rätselautor)
CUS, bürgerlich Curt Schneider (* 21. April 1960 in München; † 7. Oktober 2022 in Lenggries), war ein deutscher Rätselautor.

## Leben
CUS war ein Pseudonym; die Identität seiner Person wurde erst nach seinem Tod öffentlich. Die Buchstaben sind die Initialen seines bürgerlichen Namens, Curt Schneider. Der Jurist lebte in Gräfelfing bei München und war der Sohn des einen  Monat nach ihm verstorbenen Journalisten Wolf Schneider. CUS pflegte das Geheimnis um seine Person: Auf Fotos oder im Fernsehen war er mit schwarzer Brille zu sehen, oder auch nur sein Schatten. Die einzige Buchveröffentlichung zu Lebzeiten unter seinem Namen war ein – in acht Auflagen zwischen 1996 und 2015 gedruckter – Biergartenführer mit seinen Texten.
CUS verunglückte am 7. Oktober 2022 im Karwendel tödlich, als er auf einer Bergwanderung beim Abstieg vom Galgenstangenkopf im Isarwinkel von einem Weg abstürzte.

## CUS-Rätsel
Von 1990 bis zu seinem Tod 2022 war CUS professioneller Verfasser von schwer lösbaren Rätseln. Er fing mit privaten Gaudirallyes an, anschließend wurde die Organisation professioneller. 
Seit der Gründung des SZ-Magazins im Mai 1990 bis zu seinem Tod trug er das wöchentliche schwere Kreuzworträtsel Das Kreuz mit den Worten bei. Im Sommer 1990 begann im Magazin Das große Rätselrennen, anfangs von MZ und CUS, ab 1996 bis 2007 dann nur von CUS. Dieses „schwerste Rätsel Deutschlands“ war von Einzelpersonen nicht zu lösen, es brachte Ehen zusammen und führte zu mindestens einer Scheidung.

„Jeder kann ja mitmachen; ich brauch kein Professor sein, Wissen schadet nicht, aber wacher Sinn und Kreativität sind wichtiger.“

Im Januar 1994 starteten MZ und CUS im Goldwörterbuch des Langenscheidt-Verlags ihre erste bundesweite Schatzjagd. Im Goldwörterbuch waren 22 reguläre Stichwörter durch durchwegs recht harte Rätselnüsse ersetzt worden. Bis zum 17. Oktober 1994 dauerte es damals, bis zwei Computerfachleute aus Wiesbaden den Schatz im Wert von 50.000 Mark gehoben hatten.
Berühmte CUS-Rätsel waren außerdem das GEO-Millenniumsrätsel, Rätsel für die ZDF-Serie IQ-Denksport, der Schatzmarathon für ProSieben, der KNobelpreis ab 2004 für BR-alpha, für den Playboy, den Westdeutschen Rundfunk, den Stern und Das grosse Folio-Rätsel zum Thema Schweiz für die Neue Zürcher Zeitung. 
Von 2008 bis Januar 2013 stellte CUS jede Woche eine Frage im Online-Angebot der Wissenschaftssendung Faszination Wissen im Bayerischen Fernsehen.
Ab 2010 erstellte er wieder ein jährliches Sommer-Rätsel für die Süddeutsche Zeitung. Dabei ging es um Stadtspaziergänge in München und ab 2011 auch im Münchner Umland.
2012 veröffentlichte er zusammen mit Marc Ritter im Knaur Verlag eine Serie von zwölf E-Books mit Rätselkrimis unter dem Titel Transalp.
Für Faszination Wissen gestaltete CUS 2013 ein Sommerrätsel, das drei Wochen auf eine virtuelle Reise quer durch Bayern ging.

## Werke
- Quiz me, Amadeus! Das große Mozart-Rätsel. Heyne, München 2005, ISBN 3-453-12039-6.
- Was ist hier passiert? Die besten Rätselgeschichten. Heyne, München 2006, ISBN 3-453-68503-2.
- Der Coup, die Kuh, das Q. Das erstaunlichste Deutsch-Buch aller Zeiten. Eichborn, Frankfurt/M. 2007, ISBN 978-3-8218-6015-2.
- Das sonderbare Lexikon der deutschen Sprache. Eichborn, Frankfurt/M. 2009, ISBN 978-3-8218-6061-9.
- Was ist hier passiert? Band 2